# Michail Aleksandrovič Menzbir
Michail Aleksandrovič Menzbir (in russo Михаил Александрович Мензбир?; Tula, 4 novembre 1855 – Mosca, 10 ottobre 1935) è stato uno zoologo russo; rettore dell'università di Mosca dal 1917 al 1919, fu uno dei padri dell'ornitologia russa.

## Biografia
Menzbir si laureò all'università di Mosca nel 1878 e divenne professore nel 1886. Nel 1911 lasciò l'università come segno di protesta contro le politiche reazionarie di Lev Aristidovič Kasso, il ministro della pubblica istruzione. Dal 1911 al 1917 fu professore dei corsi avanzati femminili di Mosca. Fece ritorno all'università di Mosca nel 1917, della quale fu rettore dal 1917 al 1919. Si occupò soprattutto di ornitologia, zoogeografia e anatomia comparata. Le sue opere Uccelli della Russia (in due volumi, 1893-95) e Uccelli di interesse commerciale e oggetto di caccia della Russia europea e del Caucaso (in due volumi, con atlante, 1900-02) furono i primi lavori completi sulla tassonomia e la biologia degli uccelli della Russia. La sua tesi di laurea Geografia ornitologica della Russia europea (1882) divenne un classico della zoogeografia teorica. Menzbir suddivise il Paleartico in sei zone zoogeografiche (tundra, taiga, isole forestali, steppe, coste e isole, e deserti). Scrisse anche una serie di opere sullo sviluppo e la divulgazione del darwinismo: già nel 1882 pubblicò un articolo sui problemi e la condizione della teoria evoluzionistica. Dal 1925 al 1929 fu curatore della raccolta completa delle opere di Charles Darwin (in quattro volumi). Nel 1927 pubblicò il libro In difesa di Darwin. Menzbir fu presidente della Società dei Naturalisti di Mosca dal 1915 al 1935. Fondò inoltre le scuole di ornitologia, zoogeografia e anatomia di Mosca.